# Mioblast
Un mioblast és un tipus de cèl·lula progenitora embriònica que dona lloc a cèl·lules musculars (miòcits) del múscul. Les cèl·lules musculars poden ser de múscul esquelètic, múscul llis i múscul cardíac.
Les fibres musculars esquelètiques es fan quan els mioblasts es fusionen entre ells; aleshores aquestes fibres musculars tenen múltiples nuclis (cada nucli s'origina d'un sol mioblast). La fusió de mioblasts és específica dels músculs esquelètics (per exemple el bíceps) i no del múscul cardíac o del múscul llis.
Dins la fibra muscular hi ha grups de miofibril·les que estan compostes de sèries de sarcòmers. Els filaments fins són de la proteïna actina i els filaments gruixuts de la miosina.
Els mioblasts que no formen fibres musculars es diferencien en cèl·lules satèl·lit.